# West End Girls (musikgrupp)
West End Girls är en svensk synthpop-/covergrupp som främst spelat in musik av Pet Shop Boys. Gruppen bestod ursprungligen av Isabelle Erkendal (tidigare medlem i Peaches) på sång och Rosanna Jirebeck (född år 1989) på synth, men Rosanna lämnade gruppen år 2008 och blev utbytt mot Isabelles kusin Emmeli Erkendal (född år 1985) på keyboard/synth. Producent är Johan Fjellström från Empire Music Production. Bandet har även spelat in flera spår med Sami Sirviö från gruppen Kent.
West End Girls gav ut sin första singel Domino Dancing den 19 oktober 2005 samt uppföljaren West End Girls den 12 januari året efter. Namnet West End Girls kommer från en singel av Pet Shop Boys. 
Debutalbumet Goes Petshopping gavs ut 7 juni 2006 och består av elva covers på Pet Shop Boys musik. På den japanska versionen (We love Petshop Boys!) av skivan är även bonuslåten Go West med. West End Girls har också bidragit med låten Suburbia till spelet The Sims 2: Djurliv.
Bandet har turnerat i Europa och har spelat bland annat i Ryssland, Spanien, Österrike och England.  West End Girls har därtill medverkat i en dokumentär om Pet Shop Boys, Pet Shop Boys: A Life in Pop, på engelska TV-kanalen Channel 4. 2007 hörde producenten Pete Waterman av sig till gruppen för att få dem att medverka i hans TV-program. 

## Diskografi

### Studioalbum
- 2006 - Goes Petshopping

### Singlar
- 2005 - Domino Dancing
- 2006 - West End Girls
- 2006 - Suburbia
- 2008 - What Have I Done To Deserve This?